# Associazione Calcio "Gianni Corradini" 1940-1941
Questa voce raccoglie le informazioni riguardanti l'Associazione Calcio "Gianni Corradini" nelle competizioni ufficiali della stagione 1940-1941.

## Rosa
| N. |                   | Ruolo | Calciatore          |
| -- | ----------------- | ----- | ------------------- |
|    | Italia (bandiera) | A     | Roberto Beghi       |
|    | Italia (bandiera) | D     | Pierino Bonfanti    |
|    | Italia (bandiera) | C     | Spartaco Bulgarelli |
|    | Italia (bandiera) | P     | Renato Catuzzi      |
|    | Italia (bandiera) | D     | Marino Cavazzuti    |
|    | Italia (bandiera) | C     | Aldo Grandi         |
|    | Italia (bandiera) | A     | Antenore Marmiroli  |
|    | Italia (bandiera) | C     | Gaetano Melli       |

| N. |                   | Ruolo | Calciatore          |
| -- | ----------------- | ----- | ------------------- |
|    | Italia (bandiera) | C     | Ivo Panisi          |
|    | Italia (bandiera) | A     | Carlo Ravizzoli     |
|    | Italia (bandiera) | A     | Andrea Romitti      |
|    | Italia (bandiera) | D     | Ermes Salvaterra    |
|    | Italia (bandiera) | C     | Giovanni Todeschini |
|    | Italia (bandiera) | D     | Adelmo Toffanetti   |
|    | Italia (bandiera) | P     | Gino Vaccari        |
|    | Italia (bandiera) | C     | Orazio Zecchi       |